# 테뷔시

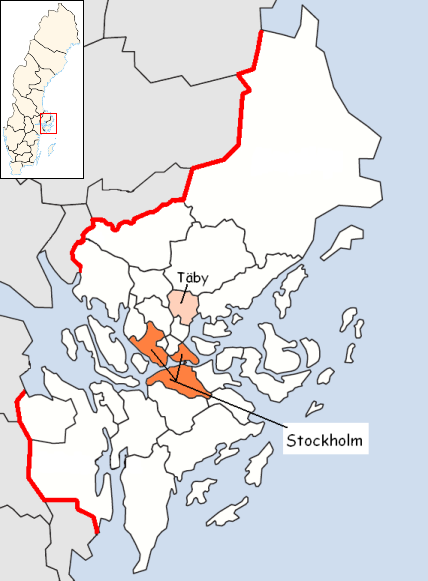
테뷔 시의 위치

테뷔시(스웨덴어: Täby kommun)는 스웨덴 스톡홀름주에 위치한 지방 자치체로 행정 중심지는 테뷔이며 면적은 71.22km2, 인구는 69,386명(2016년 12월 31일 기준), 인구 밀도는 970명/km2이다.

시 문장